# Янссон, Лео
Лео Исак Фригелль Янссон (англ. Leo Isak Frigell Jansson; род. 24 июня 2003) — шведский футболист, защитник «Варберг».

## Клубная карьера
Является воспитанником «Хельсингборга», где прошёл путь от детских команд до юношеской. В мае 2021 года впервые попал в заявку на официальный матч основной команды в Суперэттане против ГАИС, но на поле не появился.
В декабре 2022 года перешёл в «Варберг», с которым подписал контракт, рассчитанный на три года. Первую игру за новый клуб провёл 26 февраля 2023 года в матче группового этапа кубка страны с «Вестеросом». В чемпионате Швеции дебютировал 29 мая в матче с «Дегерфорсом», появившись на поле в стартовом составе.

## Личная жизнь
Отец, Ульрик Янссон, в прошлом также футболист, чемпион Швеции и обладатель кубка в составе «Хельсингборга», выступал за национальную сборную Швеции.

## Клубная статистика
| Выступление      | Выступление      | Выступление      | Лига | Лига | Кубки | Кубки | Конт. кубки | Конт. кубки | Итого | Итого |
| Клуб             | Лига             | Сезон            | Игры | Голы | Игры  | Голы  | Игры        | Голы        | Игры  | Голы  |
| ---------------- | ---------------- | ---------------- | ---- | ---- | ----- | ----- | ----------- | ----------- | ----- | ----- |
| Варберг          | Алльсвенскан     | 2023             | 2    | 0    | 2     | 0     | 0           | 0           | 4     | 0     |
| Варберг          | Итого            | Итого            | 2    | 0    | 2     | 0     | 0           | 0           | 4     | 0     |
| Всего за карьеру | Всего за карьеру | Всего за карьеру | 2    | 0    | 2     | 0     | 0           | 0           | 4     | 0     |